# Johann Beck
Johann Beck (ur. 1724 w Thun – zm. w 1759 w Gdańsku) – Szwajcar z pochodzenia, prywatny dyplomata hetmana Branickiego.

## Życiorys
Urodził się w Thun w kantonie Berno jako syn miejscowego nauczyciela łaciny. Wyjątkowo szybko zrobił karierę dyplomatyczną i po przyjeździe do Rzeczypospolitej został sekretarzem Jana Klemensa Branickiego. Odbywał na jego polecenie liczne podróże z Białegostoku m.in. do Warszawy i Lwowa. Był dla Branickiego jego własnym MSZ w miniaturze. W początkach wojny siedmioletniej nakłonił hetmana do zmiany orientacji profrancuskiej na pruską. Gdy Branicki zauważył, że polityka Becka wystawia go na pośmiewisko, odesłał go do Gdańska pod opiekę tamtejszego rezydenta pruskiego. Beck spiskował też z Francuzami, a swym panem pogardzał, podobnie jak całym polskim narodem i "polską anarchią".
Listy Johanna Becka do rodziny w Thun, zachowane i wydane na początku XX w., stanowią niezmiernie interesujące źródło do dziejów życia codziennego w XVIII-wiecznej Polsce.